# ペンギン探偵団
『ペンギン探偵団』（ペンギンたんていだん）は、猫部ねこによる日本の漫画作品。

## 概要
『なかよし』（講談社）において1988年の2月号と3月号に掲載された。単行本では3本の読み切り作品と同時収録された。『きんぎょ注意報!』のキャラクターが本作にも登場している。

## あらすじ
主人公・藤原 渚は遅刻常習犯で、今月だけで10回も遅刻をしていた。トイレ掃除1ヶ月の罰を逃れようとするも、同じく遅刻常習犯であるいなちゃんと宮本くんと共に風紀委員に見つかり、生徒会室に連行されてしまう。そこで生徒会長の北条高明からトイレ掃除を免除する代わりに、3人で命を狙われている会長の護衛をして欲しいと頼まれる。1ヶ月前から会長に妙な手紙が届き、生徒会室が荒らされ、金庫から大事な書類が盗まれるなどといった嫌がらせが続いているのだった。会長から挑発された渚は、2人と共に犯人捜しを始める。

## 登場人物
藤原 渚（ふじわら なぎさ）
本作のヒロインで、筆銀（ペンギン）学園の生徒。遅刻常習の免除の代わりに生徒会長の北条から学園内のトラブルの解決を依頼される。
北条 高明（ほうじょう たかあき）
筆銀学園の生徒会長。本作では客演作品の『きんぎょ注意報!』に比べると良心的な人物になっている。女子生徒から人気がある。
織田 政子（おだ まさこ）
筆銀学園の生徒副会長。本作では北条とは険悪な関係にある。
山田 二三男（やまだ ふみお）
筆銀学園の生徒で、本作の騒動の黒幕。実は『きんぎょ注意報!』に登場する「田中山」の甥。生徒会選挙で落ちたことから嫌がらせの容疑者に挙がった。
宮本 偉人（みやもと ひでと）
渚と同じく遅刻常習犯である男子生徒。気弱で泣き虫。成績は50番以内。
稲垣 勝巳（いながき かつみ）/ いなちゃん
渚と同じく遅刻常習犯である男子生徒。坊主頭。成績は50番以内。
青島 正（あおしま ただし）
嫌がらせの容疑者。生徒会長のせいで成績が2位。

## 同時収録作品
気になるメモリー
初出は『なかよし』1987年新年号。
ムーンライトマジック
初出は『なかよしデラックス』1987年秋の号。
双子のドロップ
初出は『なかよし』1988年12月号。

## 書誌情報
- 猫部ねこ『ペンギン探偵団』講談社〈講談社コミックスなかよし〉1990年3月6日発行[1]、ISBN 978-4-06-178655-4